# Grytteredssjön
Grytteredssjön är en sjö i Tranemo kommun i Västergötland och ingår i Ätrans huvudavrinningsområde. Sjön är 8 meter djup, har en yta på 1,22 kvadratkilometer och är belägen 184,9 meter över havet. Sjön avvattnas av vattendraget Åsarpsån (Getavadån).

## Delavrinningsområde
Grytteredssjön ingår i det delavrinningsområde (638695-135875) som SMHI kallar för Utloppet av Grytteredssjön. Medelhöjden är 206 meter över havet och ytan är 14,61 kvadratkilometer. Räknas de 5 avrinningsområdena uppströms in blir den ackumulerade arean 71,68 kvadratkilometer. Åsarpsån (Getavadån) som avvattnar avrinningsområdet har biflödesordning 4, vilket innebär att vattnet flödar genom totalt 4 vattendrag innan det når havet efter 137 kilometer. Avrinningsområdet består  mestadels av skog (56 procent), öppen mark (11 procent) och jordbruk (22 procent). Avrinningsområdet har 1,22 kvadratkilometer vattenytor vilket ger det en sjöprocent på 8,3 procent.